# Hapalemur
Hapalemur és un gènere de primats estrepsirrins de la família dels lemúrids (Lemuridae). A vegades se'ls coneix vulgarment com "lèmurs del bambú". El gènere inclou diverses espècies malgaixes. Com ho indica el seu nom, s'alimenten principalment de bambú. Es caracteritzen pel seu pelatge gris-marró, que canvia de tonalitat entre les espècies. Mesuren entre 26 i 46 cm de llargada, amb una cua de més o menys la mateixa llargada, i pesen fins a 2,5 kg.